# Tess Merkel
Eva Therése Margareta "Tess" Merkel, född 18 april 1970 i Sankt Nicolai församling i Nyköping, är en svensk sångare och låtskrivare. Hon är mest känd som en av sångarna i Alcazar.

## Biografi

### Karriären börjar
Merkel är född och uppvuxen i Nyköping. Under uppväxten var Merkel mycket aktiv i det lokala nöjeslivet, tillsammans med den jämngamla Anna Bromée. Hon spelade med i ett antal musikaler producerade av NYMOS, Nyköpings musikal- och operettsällskap, bl.a. i Godspell av Stephen Schwartz och i Kungen och strykpojken av Maria Gripe. Merkel har studerat ett år på Balettakademin och tre år på teaterskola. Merkel var en av de första showartisterna på Wallmans Salonger då hon började jobba där 1991. Hon har körat bakom diverse svenska artister som exempelvis Jessica Folcker. Hon har körat i Melodifestivalen tre gånger; 1993 bakom Lena Pålsson, 1997 bakom Andreas Lundstedt och 2000 bakom Avengers. Merkel har även jobbat med barnteater, bland annat gjorde hon rollen som Lilla My i Mynta. Hon har också dubbat barnfilmer och barnprogram, bland annat har hon gjort rösten som Kajsa i Gnottarna och lånat rösten till filmerna Potatisgänget och godistjuvarna samt Moon Dreamers - Stjärnornas stjärna. Hon producerar flera shower för Wallmans, bland annat för showrestaurangen Golden Hits. År 2017 gifte Merkel sig med Kenny Solomons. Paret ansökte om skilsmässa i oktober 2020, men meddelade i februari 2021 att skilsmässan inte har fullföljts.

### Alcazar
Merkel fick 1998 ett erbjudande om att bli medlem i musikgruppen som skulle bli Alcazar, vilket hon tackade ja till. Med Alcazar fick hon sitt stora genombrott. Med tre album och 13 singlar upplevde Merkel stora framgångar med gruppen i både Sverige och övriga Europa. Efter sommarturnén 2005 påbörjade gruppen en paus. Den 21 juli 2007 gjorde Alcazar då bestående av Merkel, Andreas Lundstedt och Lina Hedlund en spelning på klubben G-A-Y i London. År 2007 fortsatte gruppen med Merkel, Lundstedt och Hedlund som medlemmar och satsade på ett nytt album med turné.

### Under Alcazars paus
När Alcazar började pausen 2005 gick Merkel på föräldraledighet för att tillbringa tid med sin son. 2006 började hon jobba igen som showproducent för Wallmans, bland annat har hon gjort shower för Wallmans Salonger, Golden Hits och Schlagerbaren. Hon gästspelade på The Poodles album Metal Will Stand Tall i en duett med sångaren Jakob Samuel på titelmelodin. Denna släpptes även som singel i juni 2006. Den 25 november 2006 var Merkel tillsammans med Henrik Johnsson programledare för den nordiska finalen av Lilla Melodifestivalen, MGP Nordic, som Sveriges Television sände i Sverige. Under hösten 2005 var Merkel med i programmet Pokermiljonen i TV4 vilket skapade ett stort intresse för poker. I september 2006 deltog hon i European Poker Tour, EPT, i Barcelona och i april 2007 deltog hon i Poker-SM i Tallinn. Hennes största pokervinst är när hon vann 500 000 kr i Pokermiljonen online. När det bara var två kvar i tävlingen gjorde de upp en deal att de skulle dela på vinsten som var en miljon kronor vem det än var som vann. Merkel kom till slut tvåa i tävlingen.